# 下仁田警察署
下仁田警察署（しもにたけいさつしょ）は、かつて存在した群馬県警察の警察署。2010年4月1日の組織変更にともない富岡警察署下仁田分庁舎（とみおかけいさつしょしもにたぶんちょうしゃ）となった。

## 所在地
- 群馬県甘楽郡下仁田町大字下仁田688-1

## 沿革
- (時期不明) - 下仁田警察署として設置。
- 2010年（平成22年）4月1日 - 富岡警察署に統合され、同署の下仁田分庁舎に組織変更。

## その他
- 2009年9月20日に妙義荒船佐久高原国定公園・荒船山で発見された、漫画『クレヨンしんちゃん』の作者である臼井義人の遺体は当署に搬送され、家族関係者により遺体の確認作業が行われた。